# Quark, Strangeness and Charm
| 전문가 평가                       | 전문가 평가 |
| 평가 점수                         | 평가 점수   |
| 출처                              | 점수        |
| --------------------------------- | ----------- |
| AllMusic                          | [ 1 ]       |
| Christgau's Record Guide          | B+          |
| The Encyclopedia of Popular Music | [ 3 ]       |

《Quark, Strangeness and Charm》은 1977년 6월 17일에 발매된 영국의 스페이스 록 밴드 호크윈드의 일곱 번째 스튜디오 음반이다. 영국 음반 차트에서 6주 동안 30위에 머물렀다.

## 배경
이 음반은 내부 소매에 있는 "The Hawkwind Part 7" 타이틀이다. 공동 창립 멤버인 닉 터너가 없는 밴드의 첫 번째 음반이며, 드러머 앨런 파월도 탈퇴했다. 게다가 매직 머슬의 에이드 쇼가 녹음 세션 동안 폴 루돌프를 대신했다. 이 음반의 음악은 이전에 제공했던 것보다 팝 지향적이다.
커버 아트는 힙노시스가 디자인한 호크윈드의 유일한 디자인으로, 리처드 매닝이 처리한 배터시 화력발전소 내부 사진과 제프 할핀이 그래픽을 특징으로 한다.
스티븐 윌슨의 음반의 새로운 리믹스와 서라운드 믹스는 2023년 아톰헨지 레코드에 의해 《Days Of The Underground》 박스 세트의 일부로 발매되었다.

## 곡 목록
| #  | 제목                       | 작사·작곡                   | 재생 시간 |
| -- | -------------------------- | --------------------------- | --------- |
| 1. | 〈Spirit of the Age〉      | 로버트 캘버트, 데이브 브록  | 7:20      |
| 2. | 〈Damnation Alley〉        | 캘버트, 브록, 사이먼 하우스 | 9:06      |
| 3. | 〈Fable of a Failed Race〉 | 캘버트, 브록                | 3:15      |

| #  | 제목                             | 작사·작곡         | 재생 시간 |
| -- | -------------------------------- | ----------------- | --------- |
| 4. | 〈Quark, Strangeness and Charm〉 | 캘버트, 브록      | 3:41      |
| 5. | 〈Hassan I Sahba〉               | 캘버트, 폴 루돌프 | 5:21      |
| 6. | 〈The Forge of Vulcan〉          | 하우스            | 3:05      |
| 7. | 〈Days of the Underground〉      | 캘버트, 브록      | 3:13      |
| 8. | 〈Iron Dream〉                   | 사이먼 킹         | 1:53      |